# Čedomir Jovanović
Čedomir (Čeda) Jovanović, cyr. Чедомир (Чеда) Јовановић (ur. 13 kwietnia 1971 w Belgradzie) – serbski polityk, parlamentarzysta, wicepremier w latach 2003–2004, przewodniczący Partii Liberalno-Demokratycznej, kandydat w wyborach prezydenckich.

## Życiorys
Ukończył studia na wydziale sztuk dramatycznych Akademii Sztuk w Belgradzie. Pracował jako dziennikarz w stołecznych redakcjach. Był organizatorem protestów studenckich z lat 1996–1997. W 1998 wstąpił do Partii Demokratycznej, w 2001 został jej wiceprzewodniczącym. W 2000 wybrany do Zgromadzenia Narodowego Republiki Serbii. Został przewodniczącym klubu poselskiego Demokratycznej Opozycji Serbii. Od marca 2003 do marca 2004 sprawował urząd wicepremiera ds. integracji europejskiej i koordynacji reform w gabinecie Zorana Živkovicia.
W 2004 został usunięty z Partii Demokratycznej po konflikcie w tym ugrupowaniu. W 2005 założył i stanął na czele Partii Liberalno-Demokratycznej. Od 2007 lider koalicji wyborczej skupionej wokół LDP, uzyskiwał poselską reelekcję w tym samym roku oraz w 2008 i 2012.
Dwukrotnie kandydował w wyborach prezydenckich, przegrywając w pierwszej turze – w 2008 otrzymał 5,34% głosów, a w 2012 poparło go 5,03% głosujących.
W 2014 znalazł się poza parlamentem, koalicja skupiona wokół LDP i sygnowana jego nazwiskiem nie przekroczyła w wyborach wynoszącego 5% progu. W 2016 zawiązał porozumienie wyborcze m.in. z socjaldemokratami Borisa Tadicia, powracając z ramienia tej koalicji do Skupsztiny. Na potrzeby wyborów w 2020 ponownie zorganizował koalicję skupioną wokół LDP, która nie uzyskała poselskiej reprezentacji.